# زينات
زينات هي قرية مغربية شمال المملكة. تنتمي زينات لعمالة تطوان الساحلي. تضم هذه القرية 6.539 نسمة (إحصاء 2004).